# Catching the sun
Catching the sun is het derde studioalbum van Spyro Gyra. Het album is opgenomen in de Secret Sound Studio in New York. Van een vaste samenstelling lijkt op dit album geen sprake te zijn, zoveel musici doen mee. De platenhoes toont een altsaxofoon overwoekerd door planten.

## Musici
- Jay Beckenstein: altsaxofoon, Fender Rhodes op "Catching the sun" en"Lovin' you", Percussie op "Cockatoo"
- Tom Schuman: toetsinstrumenten
- Will Lee: basgitaar
- Eli Konikoff: drums
- Randy Brecker: trompet, flugelhorn op "Catching the sun", "Cockatoo" en "Laser material",
- Hiram Bullock: gitaar op "Percolator" en "Safari"
- Jeremy Wall: synthesizer en toetssolos op "Catching the sun", "Autumn of our love", "Lovin' you", "Here again"; arrangementen voor strijkers en leider
- Dave Samuels: percussie behalve op "Cockatoo", "Autumn of our love", "Philly", "Lovin' you",
- Rubens Bassini: percussie behalve op "Cockatoo" en"Laser material",
- Gerardo Velez: percussie behalve op "Autumn of our love", "Philly", "Lovin' you",
- Richard Calandra: percussie op "Cockatoo" en tamboerijn op "Laser material"
- John Tropea: akoestische gitaar behalve op "Percolator", "Lovin' you" en "Safari"
- Barry Rogers: trombone op "Safari" en "Philly"
- Jim Kurzdorfer: basgitaar op "Here again", "Autumn of our love", "Philly"
- Chet Catallo: elektrische gitaar, behalve op "Safari"
- Steve Nathan: clavinet op "Laser material"
- Tom Malone: trombone
- Bob Malach: tenorsaxofoon
- Harry Lookofsky: Concertmeester, eerste viool
- Peter Dimitriades: viool
- Lewis Eley: viool
- Harold Kohon: viool
- Charles Libove: viool
- David Nadien: viool
- Matthew Raimondi: viool
- Richard Sortomme: viool
- Jesse Levy: cello
- Charles McCracken: cello
- Alan Schulman: cello

## Muziek
| Nr. | Titel                                | Duur |
| --- | ------------------------------------ | ---- |
| 1.  | Catching the sun (Beckenstein)       | 4:42 |
| 2.  | Cockatoo (Spyro Gyra)                | 4:04 |
| 3.  | Autumn of our love (Wall)            | 5:09 |
| 4.  | Laser material (Schuman)             | 4:59 |
| 5.  | Percolator (Beckenstein)             | 2:28 |
| 6.  | Philly (Kurzdorfer)                  | 4:18 |
| 7.  | Lovin’ you (met interlude) (Catallo) | 4:41 |
| 8.  | Here again (Beckenstein)             | 4:56 |
| 9.  | Safari (Wall)                        | 4:52 |

## Trivia
- De tweede track "Cockatoo" is samen met de track "Freetime" van het gelijknamige album te horen in de film "Ik roep nog hee" van het duo Van Kooten en De Bie, waarin de uitgerangeerde wielrenner Karel van Loenen (Kees van Kooten) nog een sponsorcontract versiert. De twee tracks, te horen als Van Loenen op de fiets aan het werk is of als bumper tussen twee scènes, hebben dan ook een gelijkwaardig tempo.